# Pilsbryspira aureonodosa
Pilsbryspira aureonodosa é uma espécie de gastrópode do gênero Pilsbryspira, pertencente a família Pseudomelatomidae.